# 노르웨이 U-21 축구 국가대표팀
노르웨이 U-21 축구 국가대표팀(노르웨이어: Norges G21-landslag i fotball)은 해당 연령대의 국제 축구에서 노르웨이를 대표하는 축구 국가대표팀으로 노르웨이 축구 협회에서 관리·운영하고 있다.

## 국제 대회 경력

### UEFA 유러피언 U-21 챔피언십
유러피언 U-21 챔피언십 본선에는 3번 참가하여 이 중 1998년과 2013년 대회에서 3위에 입상했고 2023년 대회에서는 조별리그에서 탈락했다.

## 같이 보기
- 노르웨이 축구 국가대표팀
- 노르웨이 U-19 축구 국가대표팀
- 노르웨이 U-17 축구 국가대표팀
- 노르웨이 여자 축구 국가대표팀